# Sumogawe
Sumogawe is een bestuurslaag in het regentschap Semarang van de provincie Midden-Java, Indonesië. Sumogawe telt 8074 inwoners (volkstelling 2010).